# المساجد في قرغيزستان
المساجد في قرغيزستان بلغ عدد المساجد في العام 1991 أي عند انهيار الاتحاد السوفيتي 39 مسجدا موزعين على جميع محافظات الجمهورية القرغيزية السبعة. 
و بجهد كريم من أهل الخير ومن الجمعيات الخيرية الإسلامية التركية والعربية وغيرها من الهيئات والأفراد، بلغ العدد إلى شهر مارس 2019 م حوالي 2840 مسجدا. 
أما عدد القرى والمناطق السكنية في قرغيزيا فهي بالشكل التالي:
محافظة تشوي 	331 	 	محافظة تالاس	   90 	
	محافظة أوش	 	  474	 
محافظة نارين 	   134 	
	محافظة ايسك كول   175 	
	محافظة جلال أباد 	   420	 
```
محافظة باتكين    198	 
```

	الاجمالي 	   1822 منطقة سكنية 
و يوجد عدد كبير من هذه المساجد في عدة مدن منها: مدينة بشكيك العاصمة ومدينة: أوش، جلال أباد، نارين، قاراقول، تشلبون أتا، تالاس، باتكين، قارابالتا، قانت، قشقور، بالاقشي وغيرها من المدن. 
هل الحاجة مازالت قائمة لبناء المساجد: 
-	عدد المساجد أكثر من عدد القرى ولذلك يتم الآن بناء أكثر من مسجد في القرية الواحدة. 
-	بعض المساجد التي بناءها في السابق يتم هدمها وبناء جديد مكانها اذ انه من السهل أن تجد ممول لمسجد جديد ومن الصعب أن تجد ممول لترميم مسجد.
-	 يوجد عدد كبير للمساجد في الجنوب القرغيزي في محافظات أوش وجلال اباد وباتكين ولا يوجد حاجة لبناء المزيد من المساجد إلا في بعض المناطق النائية (يتجنبها الكثير من المؤسسات لبعد المسافة).
-	الحاجة قائمة لبناء مساجد نوعية كبيرة وبمواصفات جيدة وذلك في عدد محدود من المناطق وخاصة النائية منها التي لا يصلها كثير من الأفراد والمؤسسات العاملة بهذا الحقل. 
أسعار بناء المساجد: 
-	يختلف سعر بناء المسجد بحسب مايلي: 
•	البعد عن العاصمة أو مركز سكاني كبير 
•	مكان بناء المسجد: ففي بعض المناطق ولبرودة الجو القاسية نحتاج إلى بناء طوبتين اثنتين بدل واحدة ونصف بالإضافة ال العزل الحراري الكامل للأرضية والسقف والجدران والأساسات. 
•	مساعدة الأهالي في البناء: ففي الجنوب القرغيزي الأهالي يساعدون في بناء المسجد والمتعارف عليه هو المساعد بثلث قيمة المسجد وقد تصل هذه القيمة إلى النصف. 
•	تشطيبات المسجد والزيادات: وهذا عام في كل مكان ففرق كبير بين ان نسكو الجدران بحجر وبين أن نكسوه بطلاء. 
•	البنية التحتية: سور - موضئ ملائم مع ماء ساخن وتدفئة – تدفئة مناسبة لموقع المسجد – بلاط على الأقل 100 م2 أمام المسجد ليتمكن الناس من الصلاة أيام الجمع والاعياد – تغطية مدخل المسجد من الأعلى – دورة مياه مناسبة مع حفرة بعيدة عن الدورة وتوصيل المياه لها.. كل هذه الأمور تحتاج إلى ميزانية اضافية. 
•	المواد المستخدمة: قد يلجأ البعض لاستخدام مواد بناء أقل جودة وذلك للقيمة المنخفضة لميزانية بناء المسجد ولذلك نرى حال بعض المساجد بعد مرور سنة أو اقل وحالتها من الداخل والخارج أو قد يلجأ المقاول إلى الاقتصاد في التدفئة مما يجعل الصلاة في المسجد خلال أشهر الشتاء الباردة مستحيلا فتهجر المساجد. 
•	اليكم بعض أقل سعر لبناء المتر المربع:
	أقل سعر المتر المربع لبناء مسجد: 200$ ، 	سعر م2 بناء دورة مياه وموضئ مع تمديدات وحفرة الصرف الصحي:110$ ، سعر م2 لبناء مركز قرآني أو بيت أو فصول لتعليم القرآن:170$
، البنية التحتية: السور، البلاط 100$
أي المساجد مرغوب بها: 
قد يستغرب بعض الممولين للمساجد بأن مسجده لا يصلى فيه صلاة الجمعة، ولا استغراب في الأمر ففي كل مكان يوجد بعض المساجد فقط التي تستسطيع أن تقيم صلاة الجمعة (مسجد- جامع) حسب المذهب الحنفي المتبع هنا ويتم تحديد هذه المساجد من إدارة الافتاء وحسب قدرة استيعاب المسجد ومكانه.